# Pacheco, Mexiko
Pacheco är en ort i Mexiko.   Den ligger i kommunen General Francisco R. Murguía och delstaten Zacatecas, i den centrala delen av landet, 600 km nordväst om huvudstaden Mexico City. Pacheco ligger 1 884 meter över havet och antalet invånare är 230.
Terrängen runt Pacheco är platt åt nordost, men åt sydväst är den kuperad. Runt Pacheco är det mycket glesbefolkat, med 4 invånare per kvadratkilometer. Pacheco är det största samhället i trakten. Omgivningarna runt Pacheco är i huvudsak ett öppet busklandskap.